# Nissolia pringlei
Nissolia pringlei är en ärtväxtart som beskrevs av Joseph Nelson Rose. Nissolia pringlei ingår i släktet Nissolia och familjen ärtväxter. Inga underarter finns listade i Catalogue of Life.